# Història dels Estats Units

Escut dels Estats Units d'Amèrica

La història dels Estats Units és el conjunt d'esdeveniments ocorreguts al territori conegut com els Estats Units, des d'abans que tingués aquest nom (per tant l'època dels indis nadius i el colonialisme) fins a l'actualitat. Explica com la zona es va anar poblant i formant una cultura comuna, partint de la immigració i mestissatge de diversos pobles, fins a convertir-se en una superpotència. Es pot dir que la història dels Estats Units d'Amèrica va començar a partir de la colonització britànica d'Amèrica del Nord, protagonitzada per immigrants britànics que van fundar per onades, entre els  segles xvii i  xviii, Tretze Colònies a la costa atlàntica del subcontinent nord-americà, situades a l'est dels Apalatxes, entre les possessions franceses del Quebec i la Louisiana.
Després d'un desenvolupament més aviat pacífic dels colons, les guerres contra els francesos al nord van obligar de crear cossos d'exèrcit colonials, una de les primeres expressions d'identitat nacional. Més tard, i fomentats per les idees dels enciclopedistes francesos, van venir les revoltes com el Motí del te al port de Boston (1773). Les mesures repressives del govern anglès van provocar la  Guerra d'Independència. Els colons van formar un exèrcit de milicians que es van posar sota el comandament de George Washington, qui va tenir problemes per equipar els seus homes amb armes i municions, a més de no disposar d'una armada per combatre la de l'imperi britànic, pel que va demanar ajuda a França, país que recentment havia sortit de la Guerra dels Set Anys i que va accedir a ajudar les colònies britàniques per a emancipar-se.
Es creu que al voltant de l'any 1000 un grup de vikings establerts a Groenlàndia van navegar cap a la costa oriental d'Amèrica del Nord sota el comandament de Leif Eriksson, i que van arribar a un lloc que van anomenar Vinland. A la província canadenca de  Terranova s'han trobat irrefutables vestigis d'una colònia vikinga, a L'Anse aux Meadows. És probable que els vikings també visitessin Nova Escòcia i Nova Anglaterra, però, no van fundar colònies permanents i aviat van perdre contacte amb el nou continent.
Cinc segles més tard, la necessitat d'incrementar el comerç i un error de navegació van propiciar una nova trobada amb el  continent americà. A la fi del segle xv hi havia a Europa una gran demanda d'espècies, sedes i tints d'Àsia. Cristòfor Colom va creure erròniament que podria arribar a l'Extrem Orient navegant 6.400 quilòmetres cap a l'oest partint des d'Europa. El 1492 va persuadir els reis d'Espanya perquè li financessin el viatge. Colom va navegar cap a occident però no va arribar a l'Àsia, sinó a l'illa de Guanahani al Carib, el 12 d'octubre de 1492. Colom va explorar la major part de l'àrea del Carib; mai va li va reeixer arribar a l'Extrem Orient, però en canvi va tornar a Europa amb or, i en el lapse de seixanta anys els aventurers espanyols havien conquerit un enorme imperi a l'Amèrica Central i a l'Amèrica del Sud. Els espanyols també van fundar algunes de les primeres colònies nord-americanes: Sant Agustí a Florida (1565), Santa Fe a Nou Mèxic - (1609) i San Diego a Califòrnia - (1769).

## Civilitzacions precolombines
Els primers pobladors van arribar creuant pel pont de Beríngia des de terres asiàtiques. La Cultura Clovis (10.000 aC aproximadament) es considera el primer poble autòcton dels Estats Units.

### Anasazis
Els anasazi eren un conjunt de tribus ameríndies de la superàrea cultural d'Oasiamèrica. Ocupaven, en diversos grups, la superfície dels estats actuals de Colorado, Utah, Arizona i Nou Mèxic. Aquesta civilització ha deixat vestigis monumentals i litúrgics en diferents llocs, dels quals dos són classificats com Patrimoni de la humanitat per la UNESCO. Les restes arqueològiques demostren coneixement de la ceràmica, el teixit i la irrigació. A més, dibuixaven símbols que no han estat desxifrats i observaven els desplaçaments solars. A partir de l'any 1400 els anasazi es refugien a la vall del Río Bravo i al centre d'Arizona. Se'n perden les petjades poc abans de l'arribada dels espanyols. Les raons d'aquest èxode no són conegudes, però hi ha diverses hipòtesis: un canvi climàtic que va amenaçar les collites, un mitjà deteriorat que va reduir les terres cultivables disponibles, sobrepoblació, problemes polítics, guerres. No obstant això, donada l'absència de documents escrits i la limitació dels coneixements actuals no és possible provar cap d'aquestes hipòtesis.

### Indis de les planures
Els indis de les planures inclouen totes les tribus que habitaven les Grans Planes (tota la terra entre les muntanyes Rocoses i el riu Mississipi). Solien ser caçadors-recol·lectors, fins al segle xvii quan els exploradors espanyols van introduir els cavalls a la regió. Els indis es van adaptar ràpidament i es van transformar en una civilització nòmada que va seguir les rutes migratòries dels bisons americans que caçaven per menjar. Quan els blancs van envair i ocupar les Grans Planes al segle xix, els indígenes participen en una amarga guerra de resistència que va durar des del 1836 fins al 1918. La combinació de les Guerres Índies i la política del govern dels Estats Units d'aniquilar els bisons americans va donar lloc a un esfondrament demogràfic dramàtic en la població dels indis de les planures. Després de la seva derrota els blancs van confinar la resta dels indis a reserves, on romanen avui en dia.

### Esquimals o inuits
Els inuits són un poble indígena que tradicionalment ha habitat la regió circumpolar de l'est de Sibèria (Rússia), a través d'Alaska (Estats Units), Canadà i Groenlàndia. Les cultures més antigues van ser les pre-Dorset, plenament desenvolupades, que data de fa 5.000 anys. Sembla que han evolucionat a Alaska de persones que utilitzen eines arcaiques de tecnologia, que probablement havien emigrat a Alaska des de Sibèria, almenys de 2.000 a 3.000 anys enrere, encara que podrien haver estat a Alaska 10.000-12.000 anys o més. Hi ha artefactes similars que es troben a Sibèria, que es remunten potser a fa 18.000 anys.

### Els indis dels boscos
Els indis dels boscos vivien als boscos entre l'oceà Atlàntic i el riu Mississipi. Aquestes tribus eren generalment comunals i vivien en llogarets amb barraques de fusta i carrils. La recepció dels exploradors anglesos va resultar en la guerra i l'extermini, mentre que altres van ser pacífiques, com la primera Acció de Gràcies. Finalment, la relació entre els anglesos i els indis dels boscos va ser d'hostilitat permanent, mentre que els francesos, que controlaven la vall del riu Mississipi, el van utilitzar per al seu benefici. Els francesos van mantenir una política de comerç i de pau amb els indis dels boscos i eventualment van formar una aliança militar amb ells.

### La Confederació Iroquesa
La més avançada de les civilitzacions precolombines en el territori que ara és Estats Units va ser la Confederació Iroquesa. La Confederació Iroquesa, o les Cinc Nacions va ser una lliga o confederació iroquesa de caràcter democràtic, amb característiques tant participatives com representatives (combinades amb algunes hereditàries). Era constituïda per tribus ameríndies de llengua iroquesa, que habitaven al nord-est dels Estats Units i al sud-est del Canadà a la zona dels Grans Llacs. La Confederació estava formada originalment per cinc tribus (seneca, cayuga, oneida, onondaga i mohawk) que es van confederar a mitjan segle xii, i els tuscarora s'hi van afegir el 1720.
El règim democràtic de la Confederació estava regulat per una constitució de 117 articles coneguda com la Gran Llei de la Pau i governada per un Parlament o Consell de representants de la població, considerat com el tercer més antic del món després de l'Althing d'Islàndia i les Corts de Lleó (1188). La Gran Llei de la Pau establia una mena d'Estat de Dret amb estrictes límits i restriccions al poder dels governants. Establia també una divisió del poder entre homes i dones: cap home podia presidir un clan i cap dona ser cap militar o sachem. Als caps dels clans corresponia elegir els caps militars.
Així la Confederació va tenir una influència directa tant en la democràcia i el constitucionalisme, com en la idea de la igualtat de dones i homes en la societat moderna. Especialment Benjamin Franklin, que va tenir tracte directe amb Haudenosaunee el 1753, va destacar en les seves obres que el grau d'autonomia individual que gaudien els habitants de la lliga era desconegut a Europa i va publicar els tractats indis, considerada com una de les seves obres més importants. Per pensadors o historiadors dels moviments radicals com Howard Zinn, la Confederació de les Sis nacions constitueix una mostra de l'aplicació de la democràcia radical a través de les decisions assembleàries.

## Època precolonial
Els territoris nadius de Nord-amèrica hi van arribar per mitjà de l'estret de Bering, segles abans de l'arribada dels primers europeus al continent. Aquests pobles, organitzats com a tribus de nòmada-caçadors van emigrar a poc a poc al sud. El 1500 aC. algunes tribus s'hi havien assentat formant petites comunitats indígenes. En altres regions, els assentaments es van transformar en assentaments semipermanents a les valls prop dels rius, com ara la cultura del riu Mississipi i els pobles Pueblo (Anasazi). L'agricultura es va desenvolupar de manera independent prop del 2500 aC. basat en el cultiu de girasol i carabassó. Segles després, els cultius mexicans de blat de moro van ser adaptats als estius més curts del nord i van reemplaçar els grans dels indígenes d'aquesta regió.

## L'arribada dels europeus

### Els vikings
Es creu que al voltant de l'any 1000 un grup de vikings de Groenlàndia van navegar cap a la costa oriental de Nord-amèrica sota el comandament de Leif Eriksson, i van arribar a una regió que anomenarien Vinland. A la província canadenca de Terranova i Labrador s'han trobat vestigis d'una colònia vikinga, a L'Anse aux Meadows. És probable que els vikings també arribessin a Nova Escòcia i Nova Anglaterra, però no van fundar cap colònia permanent, i es va perdre llur contacte amb el nou continent.

### Els espanyols
Cinc-cents anys més tard es va produir el segon i permanent contacte amb els europeus. La necessitat d'incrementar el comerç i un error de navegació van propiciar una nova trobada amb el continent americà. A la fi del segle xv hi havia a Europa una gran demanda d'espècies, sedes i tints d'Àsia. Cristòfor Colom va creure erròniament que podria arribar a l'Extrem Orient navegant 6.400 quilòmetres cap a l'oest partint des d'Europa. El 1492 va persuadir als reis d'Espanya perquè li financessin el viatge. Colom va navegar cap a occident però no va arribar a l'Àsia, sinó a l'illa de Guanahani al  Carib, el 12 d'octubre de 1492. Colom va arribar a explorar la major part de l'àrea del Carib; però mai va aconseguir arribar l'Extrem Orient, però en canvi va tornar a Europa amb or, i en el lapse de 60 anys els aventurers espanyols havien conquerit un enorme imperi a l'Amèrica Central i a l'Amèrica del Sud. Els espanyols també van fundar algunes de les primeres colònies  nord-americanes: Sant Agustí a Florida (1565), Santa Fe a Nou Mèxic - (1609), i San Diego a Califòrnia - (1769). Els espanyols van arribar a l'àrea fundant les primeres colònies que van pertànyer a l'administració de la Nova Espanya, com ara San Agustín a Florida (1565), Santa Fe a Nou Mèxic (1609) i San Diego a Califòrnia (1769). La regió que comprenen els estats del sud-est: Califòrnia, Nou Mèxic, Arizona, Texas, Colorado, Nevada i part de Utah eren colònies espanyoles administrades des de la ciutat de Mèxic pel virrei de la Nova Espanya, però, serien àrees poc poblades en comparació amb la resta del virregnat.

### Els britànics

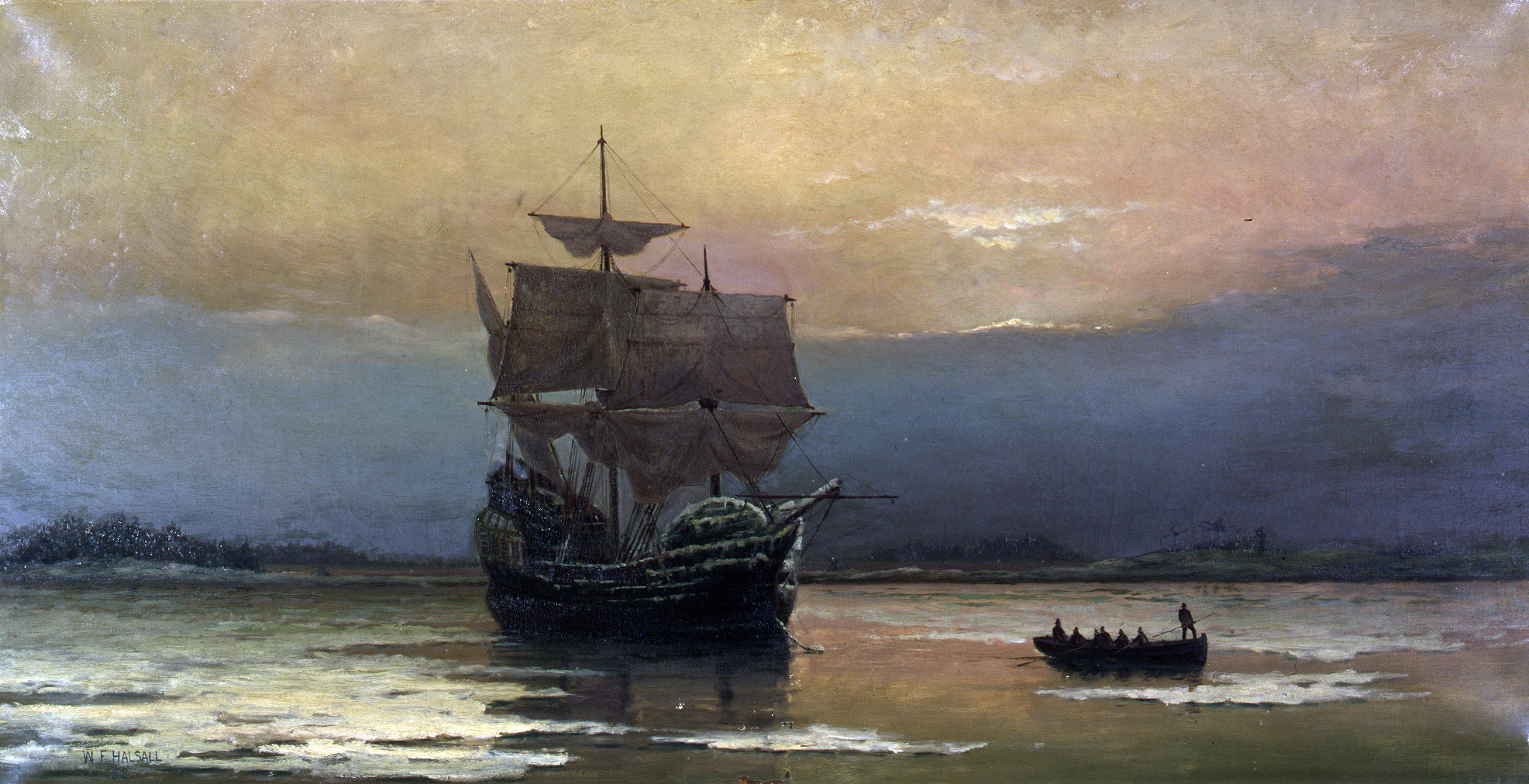
El Mayflower, que portaria immigrants britànics a Amèrica

Els britànics van colonitzar la regió nord-est del país, que s'anomenaria Nova Anglaterra. Anglaterra, al començament, no tenia la intenció de crear un imperi colonial, com el d'Espanya; les motivacions originals dels fundadors de les colònies eren més pràctiques: establir empreses comercials amb el nou món, solucionar el problema de sobrepoblació del Regne Unit, i fugir de la persecució religiosa, establint colònies que permetessin la llibertat religiosa.

### Els francesos i la guerra
Els francesos es van establir a la regió central del territori actual dels Estats Units. L'explorador Robert Cavelier de La Salle la va anomenar "La Louisiana" en honor del rei Lluís XIV de França i s'estenia sobre els territoris a l'est i a l'oest del riu Mississipi, entre les muntanyes Rocoses i els Apalatxes, incloent-hi la regió d'Ohio i Illinois a més de l'àrea septentrional de l'Acàdia. Els francesos van perdre control d'aquesta regió després de la Guerra de Set Anys, el 1763. Espanya va prendre el control de la regió a l'oest del Mississipi i el Regne Unit de la regió a l'est del riu. Sota el control espanyol, l'activitat comercial es realitzaria per mitjà del port de Nova Orleans, i la ciutat va créixer en importància.
La guerra de Set Anys, també coneguda com la Guerra Francesa i Índia, va tenir un nou significat pels colons nord-americans quan William Pitt, primer ministre britànic, va reconèixer el dret dels colons com a ciutadans de l'Imperi Britànic. Els colons haurien de participar en la guerra, però, aquesta seria finançada per Anglaterra. Per altra banda, la guerra va incrementar el sentit d'unitat en altres maneres: persones de les diverses colònies s'unificaven lluitant com a "americans". Al llarg de la guerra, els oficials britànics van entrenar als americans (entre ells George Washington) per a la batalla, la qual cosa beneficiaria la Guerra d'Independència dels Estats Units en el futur. Els diferents cossos legislatius de les colònies també van unir-se i treballar per un mateix propòsit militar.

## Naixement de la nació

### La guerra d'independència

La signatura de la declaració d'independència

Els Estats Units d'Amèrica es van formar a partir de l'associació de tretze colònies de la Nord-amèrica Britànica, localitzades a la costa est del continent. Durant els segles xvii i XVIII les colònies van desenvolupar tradicions populars d'autogovern. Després de la guerra de Set Anys, o Guerra Franco-Índia, el 1763, el Regne Unit es va consolidar com a poder militar mundial, però, amb enfonsat en deutes i sense poder finançar l'exèrcit necessari per mantenir un imperi mundial. El parlament britànic va provar d'elevar els impostos sobre els colons nord-americans. Els colons, sentien que els seus drets d'autogovern i els seus drets com a "ciutadans britànics", que els havien estat conferits durant la guerra, eren ignorats.
Després d'una sèrie de disputes amb el parlament sobre els impostos proposats, es van formar els primers comitès informals de correspondència entre les colònies, així com una proposta coordinada de protesta i resistència, cridant a tots a una convenció general, que seria anomenada el Primer Congrés Continental. A aquest congrés van assistir dotze de les colònies originals, però no pas la Florida (que aleshores pertanyia a la Nova Espanya) ni la Geòrgia, aleshores només una petita colònia, ni les colònies lleials de Terranova i Labrador, Nova Escòcia ni la recentment annexada Quebec. El primer Congrés Continental va concloure que un segon congrés havia de ser organitzat si no s'assolia un acord de reconciliació amb Anglaterra.
El Segon Congrés Continental es va reunir per primera vegada el maig, 1775, després dels conflictes armats entre les forces militars de Massachusetts i l'Exèrcit Regular Britànic l'abril del mateix any. El Segon Congrés Internacional, amb les tretze colònies representades, immediatament es va organitzar com a govern federal, i va instruir a les colònies a escriure constitucions per establir-se com a estats. El juny, 1775, George Washington, un ciutadà prominent de Virgínia i amb experiència en la Guerra dels Sets Anys, va ser designat com a comandant del nou exèrcit continental. No obstant això, a cada estat, hi havia una minoria que professava la lleialtat al Rei d'Anglaterra. Milers de lleialistes van fugir a les colònies britàniques del nord, que encara eren controlades per Anglaterra. Els patriotes (americans) no van poder prendre el Quebec, i l'enfortiment de les forces britàniques a Halifax, Nova Escòcia va impedir que el Canadà s'unís als Estats Americans.
El 4 de juliol, 1776, el Segon Congrés Continental, reunit a la ciutat de Filadèlfia va signar la declaració d'independència dels Estats Units d'Amèrica, l'autor principal de la qual seria Thomas Jefferson. Les forces nord-americanes van rebre el suport de França, la qual cosa convertia la guerra d'independència en una guerra mundial. Poc després, Espanya i els Països Baixos els donarien suport també.
En les negociacions de la fi de la guerra, els Estats Units van ser representants per un grup encapçalat per Benjamin Franklin, i que incloïa a John Adams i John Jay. Van negociar les fronteres dels Estats Units que s'estendrien a l'oest cap al riu Mississipi, i als Grans Llacs, al nord; en total una regió tan gran com l'Europa Occidental. La resolució final es va signar en el Tractat de París (1783).

### El desenvolupament de les institucions federals
Els Estats Units, per mitjà del Tractat de París, es convertien en una nació independent i amb pau, però sense una estructura governamental completa. El Segon Congrés Constitucional havia escrit els "Articles de la Confederació" el 1777 per regular l'estatus de la nova nació. Aquests articles creaven una confederació permanent, però conferien al Congrés, l'única institució federal, poc poder per finançar les seves activitats i per regular que les resolucions fossin aplicades.
El Congrés va convocar una convenció, que es va reunir a Filadèlfia, l'estiu de 1787, coneguda com la Convenció Constitucional. La intenció original era reformar els Articles de la Confederació, però, ràpidament -i en secret- van començar a escriure una nova constitució. Aquesta constitució creava un govern federal, limitat en les seves competències, però, superior als estats, equipat amb branques executiva i judicial, i un cos legislatiu bicameral: El Senat, representaria als estats per igual, i la Cambra de Representants representaria a districtes de la mateixa grandària poblacional.

## Seglexix

### Expansió territorial

Expansió territorial dels Estats Units

Els Estats Units van comprar La Louisiana el 1803, el territori de la Nova França que havia estat prèviament retornada d'Espanya a França el 1800. Amb aquesta compra els Estats Units van obtenir vastes terres molt fèrtils per a l'agricultura, i alhora va forjar la visió d'expansionisme nord-americà. Els nord-americans també van començar a poblar les àrees a l'oest del Mississipi, expulsant a la població ameríndia als territoris menys fèrtils de l'oest que encara no pertanyien a la nació.
Els nord-americans mai no van dubtar del seu dret de colonitzar la Nord-amèrica, més enllà de les seves fronteres. Aquest sentiment d'expansionisme va quedar plasmat en el Destí Manifest en què els nord-americans establien que era el seu deure estendre la democràcia (ja que aleshores eren probablement un dels pocs països amb un sistema democràtic i representatiu del món) al continent americà. Durant les següents dues dècades, emigrants nord-americans es van establir a les terres fèrtils de l'estat mexicà de Texas, un estat poc poblat que n'havia acceptat la immigració per tal de desenvolupar les àrees agrícoles. Mèxic, s'havia consolidat com a federació d'estats, emulant el sistema federatiu dels Estats Units. Però, els centralistes van arribar al poder la dècada de 1830, abolint la constitució i l'autonomia dels estats de la federació, la qual cosa produiria revoltes a diversos estats. Els ciutadans de Texas, la població de la qual tenia un considerable nombre d'anglosaxons, va aprofitar el reclam de més autonomia per declarar-ne la independència. Amb el suport dels nord-americans, Texas assoliria la independència el 1836, sota la condició que no s'uniria a la federació nord-americana. Texas, doncs, es va conformar com a república independent. El 1845, però, Texas va ser annexada a la federació, i el govern nord-americà va establir que el límit fronterer entre Texas i Mèxic era el Rio Grande (o Riu Bravo); els mexicans, per contra, deien que la frontera, era el Riu Nueces, tal com havia estat delimitada en els mapes històrics. Per altra banda, els Estats Units havien demanat a Mèxic la venda dels territoris a l'oest de Texas fins a Califòrnia; aquesta oferta seria rebutjada pels mexicans.
El president Polk va enviar a l'exèrcit cap a Matamoros, al sud del riu Nueces, la qual cosa seria vista com una invasió pels mexicans. L'exèrcit mexicà va respondre atacant a l'exèrcit nord-americà. El president Polk va sol·licitar permís del Congrés nord-americà, ja que havien vessat "sang americana sobre sòl americà". El maig, 1846, el Congrés va declarar la guerra a Mèxic. Després de la derrota de Mèxic, el president mexicà va ser obligat a acceptar el Rio Grande com frontera de Texas, i a més, a vendre els territoris a l'oest de Texas: Califòrnia, Nou Mèxic, Nevada, Colorado, Arizona, i una secció de Utah. Aquests vasts territoris van ser venuts per 15 milions de dòlars.
El 1846 els Estats Units van adquirir el territori de l'Oregon, que pertanyia al Regne Unit, i el 1853 un petit territori mexicà, que ha estat anomenada la "Compra de Gadsden". A diferència dels territoris venuts per força en el Tractat de Guadalupe Hidalgo, aquest petit territori va ser venut per 10 milions de dòlars.

### Guerra civil

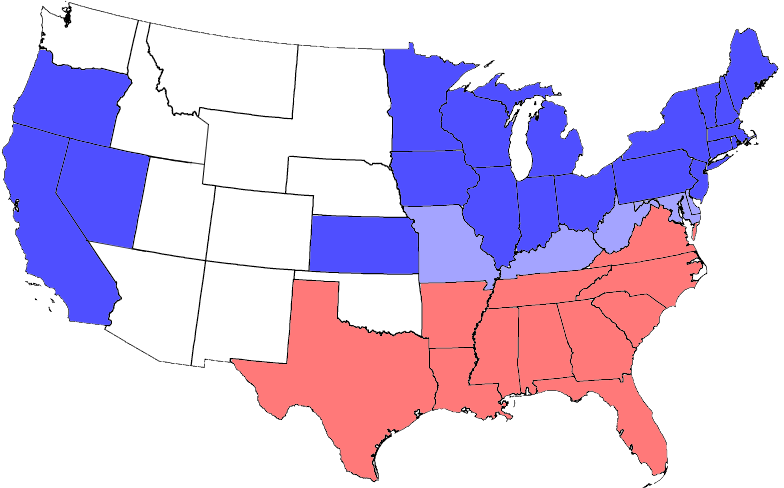
La Unió (blau) i la Confederació (vermell)

La Guerra Civil dels Estats Units, Guerra Civil americana o Guerra de Secessió va ser un conflicte bèl·lic ocorregut entre 1861 i 1865 entre 23 estats del nord dels Estats Units i els Estats Confederats d'Amèrica, una coalició d'11 estats del sud que van declarar-ne la independència i el dret a la secessió de la Unió. En aquesta guerra van morir més nord-americans que a cap altre conflicte armat; més de 560.000 en total. Les motivacions principals de la guerra civil van ser diverses; les principals però serien les diferències de la base econòmica del nord (industrial) i del sud (agrícola), que s'accentuarien en diferències ideològiques, i la qüestió de l'esclavatge, que el nord volia evitar-ne l'expansió als nous territoris adquirits i eventualment abolir, però que era un element fonamental en el desenvolupament agrícola del sud.
El desembre de 1864, el Congrés va proposar la 13a esmena a la constitució, prohibint l'esclavatge a tots els estats de la federació, la qual va ser ratificada el 1865. Altres esmenes subsegüents van definir el concepte de ciutadania, i van donar el dret de vot als homes afroamericans. La guerra també donaria fi al suposat dret a la secessió que tenien els estats de la Unió.

### Creixement dels Estats Units

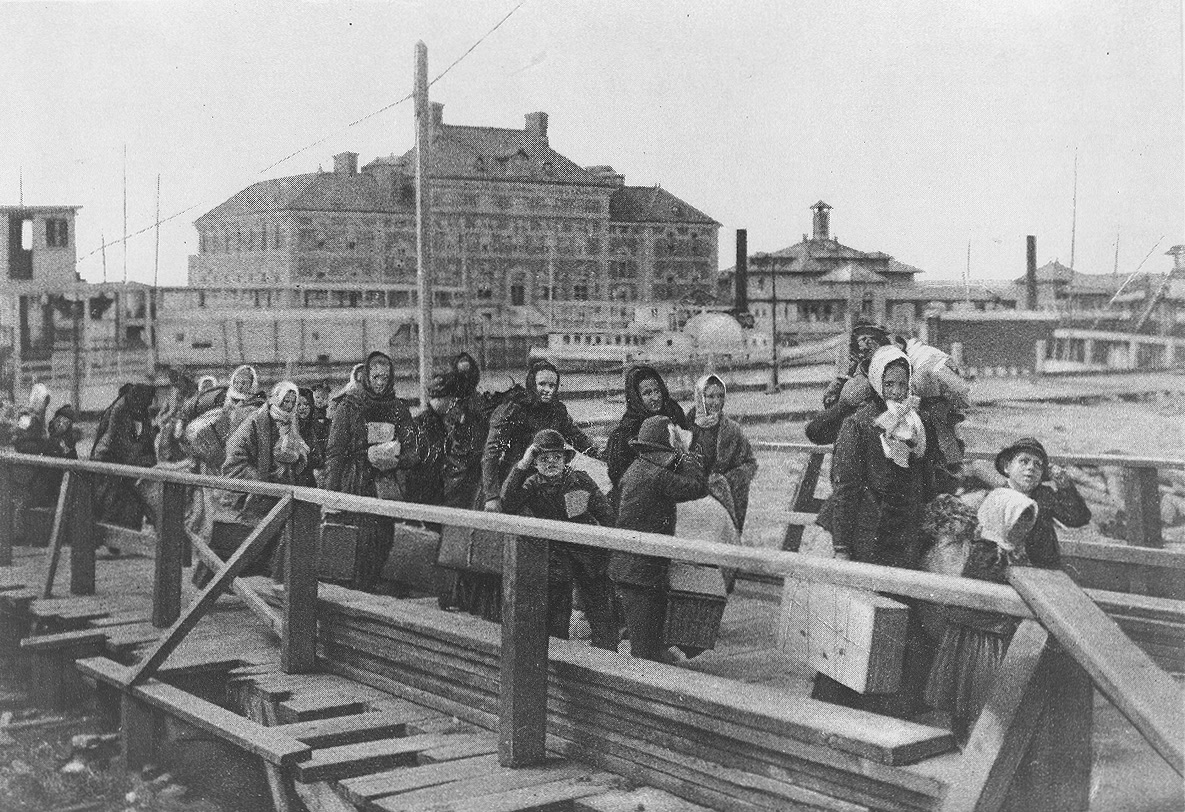
L'illa Ellis port d'entrada dels immigrants

Els Estats Units van experimentar, l'última meitat del segle xix, un sorprenent creixement econòmic, demogràfic i militar que consolidarien al país com a potència econòmica mundial. Els Estats Units es van convertir en aquest període en una potència industrial, amb la invenció de noves tecnologies (telèfon i telègraf, entre altres), l'expansió del sistema ferroviari, i l'aprofitament dels abundants recursos naturals.
Una força fonamental en el creixement econòmic van ser les onades d'immigració europea. Entre 1840 i 1920, 37 milions de persones es van establir als Estats Units, desenvolupant les noves adquisicions territorials. Aquesta expansió demogràfica, però, tindria conseqüències negatives per a les tribus ameríndies autòctones, la majoria de les quals van ser forçades a viure en petites reservacions.
A més de la seva consolidació com a potència econòmica, els Estats Units van tenir un paper molt important en les lluites d'altres països per aconseguir o conservar les seves possessions territorials. Després de la guerra amb Espanya, van adquirir els territoris del Carib (Puerto Rico i Cuba), i les Filipines.

## Segle XX

### Primera Guerra Mundial
Els Estats Units es van mantenir el 1914 data en què la Primera Guerra Mundial va esclatar. No seria sinó fins al 1917 que declararien la guerra a Alemanya, quan aquest país declararia que hauria guerra submarina contra els vaixells neutrals i quan el president nord-americà s'assabentaria que els alemanys havien sol·licitat Mèxic que declarés la guerra als Estats Units si aquest declarava la guerra. Els nord-americans d'ascendència alemanya s'oposaven a la declaració de guerra, i per tant, la declaració va ser controvertible. Amb la victòria dels Aliats, el 1918, el Regne Unit, França i Itàlia van imposar penalitats econòmiques severes a Alemanya en el Tractat de Versalles. Els Estats Units no va ratificar el tractat, sinó que va signar tractats de pau separats amb Alemanya i els seus aliats.
Malgrat la crida del president Wilson per tal de fer el tractat menys sever, l'impacte econòmic i les reparacions demanades pels països victoriosos van causar l'enfonsament econòmic d'Alemanya, i indirectament l'aixecament de Hitler, i per tant, de la Segona Guerra Mundial a Europa.

### Període d'entreguerres i la Gran Depressió

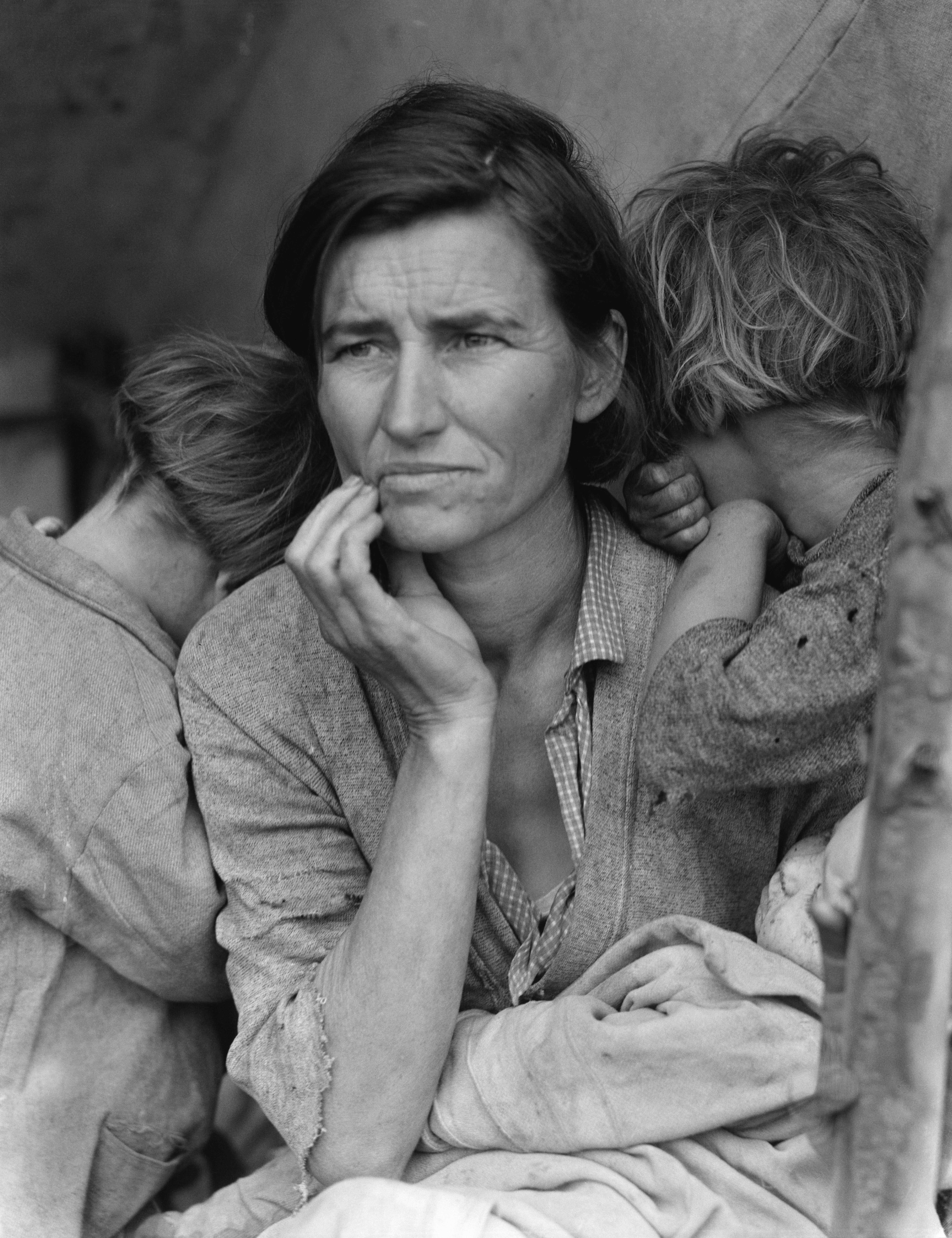
Família de Califòrnia durant la Gran Depressió

La Revolució Russa, va tenir com a resultat una por al comunisme entre els nord-americans. Això, i la política d'unilateralisme, van produir un aïllament dels Estats Units de la resta del món. El país va experimentar la dècada de 1920 un període de prosperitat no balancejada: els preus dels productes agrícoles i els sous van caure, mentre que els guanys industrials van créixer. Aquest creixement va ser alimentat per deute i la inflació del Mercat de Valors. Aquest va caure el 1929 començant així la Gran Depressió que va dur a la pobresa a milions de nord-americans i la qual es va estendre a altres països del món, convertint-la en una depressió econòmica mundial de gran magnitud. Un dels factors que van contribuir a la lenta recuperació va ser l'excessiu proteccionisme (un increment desmesurat de les tarifes a les importacions) que va tenir un efecte negatiu en la producció agrícola i industrial europea. Els països europeus van incrementar llurs tarifes en represàlia, la qual cosa va enfonsar més la producció industrial i agrícola nord-americana i agreujant la depressió econòmica mundial.

### La Segona Guerra Mundial
Al començament de la Segona Guerra Mundial, els Estats Units van refusar entrar a la guerra, només donant provisions i armament al Regne Unit, a la Xina i a la Unió Soviètica. Amb les demandes d'armament i provisions, l'economia nord-americana va sortir de la recessió, i va experimentar un sorprenent creixement econòmic. Després de l'atac japonès a Pearl Harbor, però, els Estats Units es van unir als Aliats. La guerra va terminar oficialment el 1945. A diferència del que ocorreria després de la Primera Guerra Mundial, l'escenari mundial després de la Segona Guerra Mundial va ser molt més pacífic, i no es van aplicar mesures excessives sobre els països vençuts.
El 24 d'octubre, 1945 es va establir l'Organització de les Nacions Unides amb el propòsit principal de prevenir guerres mundials futures. Els Estats Units van participar activament en la constitució de l'ONU, a diferència de la Societat de Nacions, i van posar fi a l'aïllament tradicional en les seves relacions internacionals.

### Postguerra

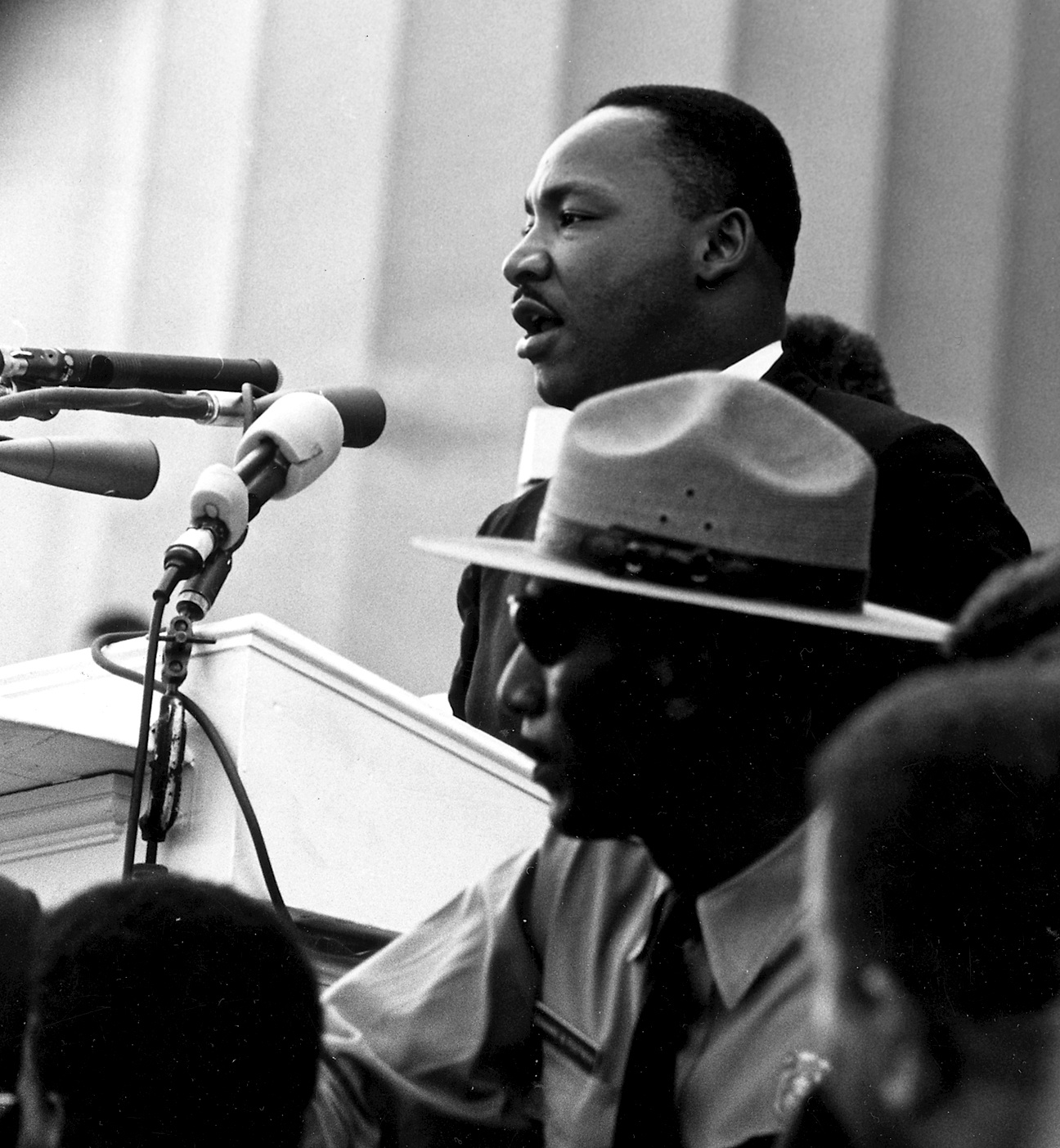
Marin Luther King, Jr a Washington

Després de la Segona Guerra Mundial els Estats Units van emergir com un dels dos estats dominants del món. L'era de la postguerra en els Estats Units va estar definida internacionalment pel començament de la Guerra Freda, en la qual els Estats Units i la Unió Soviètica intentaren expandir llurs influències l'un a costa de l'altre, però sense arribar al conflicte armat directament, però, incrementant llurs arsenals nuclears. Encara que no van lluitar directament, ambdós estats van participar en diversos conflictes com ara la Guerra de Corea i més tard la Guerra de Vietnam. Durant aquest període de tensió, el govern va realitzar enormes inversions en recerca i desenvolupament en les matemàtiques i les ciències per tal de competir en la guerra per conquerir l'espai.
John F. Kennedy va ser elegit president de la nació el 1960, convertint-se en l'únic catòlic a ser-ne president. Durant aquest període la Guerra Freda va assolir el seu punt més tens amb la Crisi dels Míssils a Cuba el 1962. Kennedy va ser assassinat a Dallas, Texas el 22 de novembre, 1963.
Mentrestant, el poble americà va continuar emigrant de les regions rurals cap a les ciutats i el país va experimentar un sorprenent període d'expansió econòmica, coneguda com a societat opulenta fonamentada en l'American Way of Life (l'estil de vida americà). Al mateix temps, el racisme institucionalitzat del país, concentrat principalment als estats del sud, va ser desafiat pel creixent moviment dels Drets Civils i els líders afroamericans com ara Martin Luther King, Jr.. Durant la dècada de 1960, les lleis Jim Crow que permetien la segregació entre blancs i afroamericans van ser abolides.

### 1970-1990

Ronald Reagan i Gorbachev a Berlin

La Guerra Freda va continuar durant la dècada de 1970. A l'oposició a la Guerra de Vietnam es van unir altres moviments socials, feministes, de grups minoritaris i ambientalistes. Els programes socials dels president Lyndon Johnson i l'activisme judicial de l'època van produir reformes socials importants. El successor del president Johnson, Richard Nixon va donar fi a la Guerra de Vietnam. La guerra va prendre la vida de 58.0000 soldats americans i milions de vietnamesos. L'administració de Nixon va acabar ignominosament amb l'escàndol polític de Watergate. L'embargament petroler de l'OPEC i la desacceleració econòmica van tenir com a resultat un període d'estagflació durant l'administració de Jimmy Carter.
Durant l'administració del president Ronald Reagan els Estats Units van incrementar el pressupost militar, donant inici a allò que seria anomenat la "Guerra de les Galàxies", un sistema de defensa de míssils amb el qual els soviètics no podien competir. No obstant Reagan va establir relacions amigables amb el president soviètic Mickhail Gorbachev. Ambdós van acordar acabar amb la carrera armamentista. Gorbachev va retirar la seva presència militar de l'Europa Oriental, i el 1991 la Unió Soviètica va col·lapsar.

### Del 1990 al present

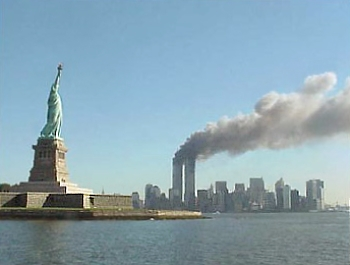
Els atacs de l'11-S

Després de la caiguda de la Unió soviètica, els Estats Units es van involucrar en diverses activitats militars. El 1991 va encapçalar la Guerra del Golf per recuperar la sobirania de Kuwait que havia estat envaït per les forces d'Iraq. L'administració del president Bill Clinton va produir una de les expansions econòmiques més llargues i sorprenents de la història nord-americana, alimentada per la revolució digital i les noves oportunitats de negocis que s'obririen amb l'aparició d'Internet.
Al començament del nou mil·lenni els Estats Units van ser atacats pel terrorisme islamista: l'11 de setembre, 2001 dos avions es van estavellar sobre les Torres Bessones, les quals s'enfonsaren, i sobre el Pentàgon. Un altre avió es va estavellar a Pennsilvània, i alguns polítics creuen que es dirigia cap a la Casa Blanca. Com a resposta el president George W. Bush va envair l'Afganistan per enderrocar el seu règim que havia donat asil a Osama bin Laden, presumpte autor dels atacs. Poc després el president Bush va iniciar una controvertible guerra contra el terrorisme, envaint l'Iraq enderrocant el govern de Saddam Hussein el 2003. Aquesta invasió va ser força impopular arreu del món, fins i tot amb els països tradicionalment aliats, com ara França, la qual cosa ha provocat un increment en el sentiment anti-americanista.
Els americans d'ascendència nigeriana es convertiren pel 2018 en una dels grups ètnics amb més èxit social i econòmic del país.